# Henk Rayer
Henk Rayer (geboren 30. Oktober 1949 in Blerick; gestorben 8. September 2013 in Venlo) war ein niederländischer Fußballspieler und -trainer.

## Sportlicher Werdegang
Rayer spielte zunächst für den SV Blerick, dessen Jugendmannschaften er durchlaufen hatte. 1971 wechselte er zur VVV Venlo, die in die Eredivisie aufgestiegen war. Hier kam er jedoch in den folgenden zwei Spielzeiten nur unregelmäßig zum Einsatz, so dass er 1973 zum SV Blerick zurückkehrte.
1975 übernahm Rayer in der Eersten Klasse bei Wilhelmina '08 seinen ersten Trainerposten. 1978 kehrte er abermals zum SV Blerick zurück, dieses Mal als Cheftrainer. Es folgten weitere Stationen im niederländischen Amateurfußball bei SV Venray, VV Hapert und VV Geldrop, die er teilweise in der höchsten Amateurspielklasse, der Hoofdklasse, betreute.
1990 wechselte Rayer als Trainer in den Profifußball, als die mittlerweile wieder zweitklassig antretende VVV Venlo ihren ehemaligen Spieler verpflichtete. Als Tabellendritter qualifizierte er sich mit der Mannschaft für die Aufstiegsspiele zur Eredivisie, in denen sie sich gegen EEV Eindhoven und Dordrecht’90 durchsetzte. Nach dem direkten Wiederabstieg wurde er nach einem verpatzten Saisonstart im Herbst 1992 entlassen. Wenig später übernahm er den Trainerposten bei Helmond Sport.
1993 trat Rayer sein erstes Auslandsengagement an, als er bis 1995 den deutschen Amateurverein Viktoria Goch trainierte. Es folgten erneut mit SV Panningen, SV Hatert und RIOS '31 Engagements im niederländischen Amateurfußball. 2007 ging er nach Surinam und trainierte Inter Moengotapoe und war parallel als Trainerassistent von Kenneth Jaliens bei der surinamischen A-Nationalmannschaft tätig. Mit dem Klub gewann er den Meistertitel von Surinam.
Rayer kämpfte lange Zeit mit der Alkoholkrankheit.